# Reichsparteitagsgelände

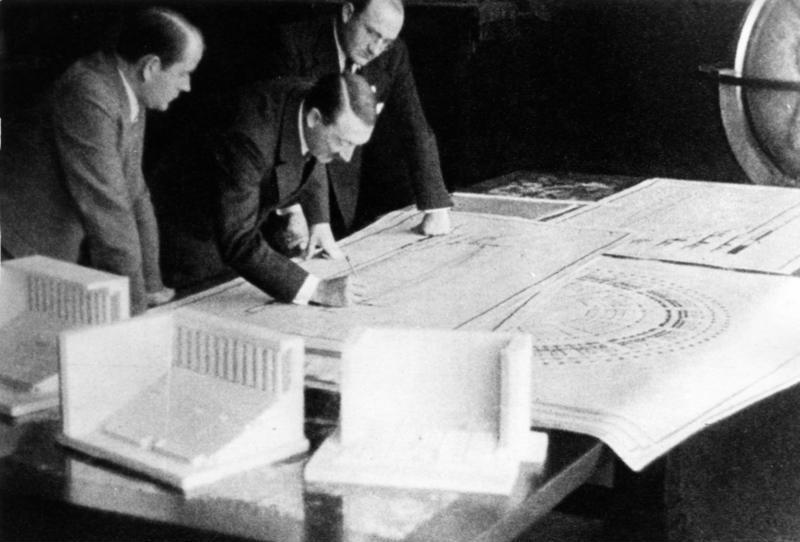
Hitler met de architecten Albert Speer en Ludwig Ruff met bouwplannen en maquettes van de Reichsparteitagsgelände in Neurenberg, ca. 1933–1934

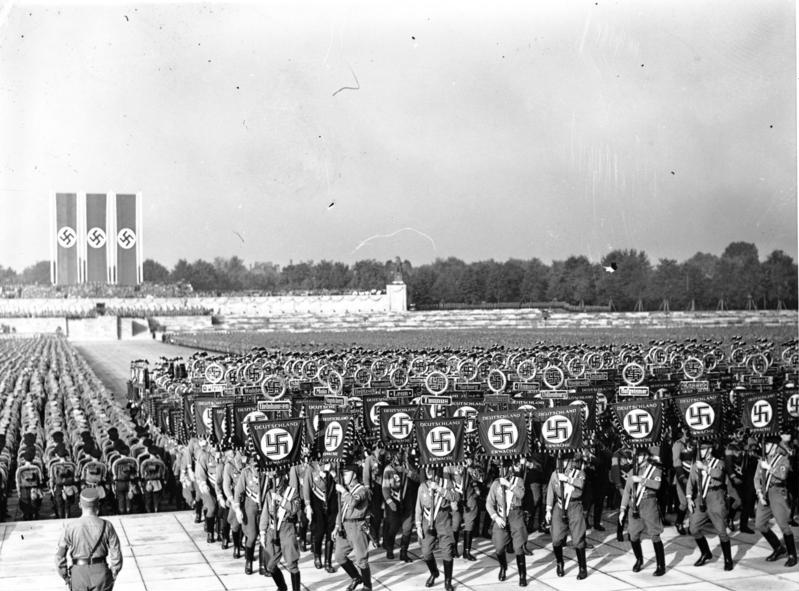
Partijdagen 1938, optocht in de Luitpoldarena

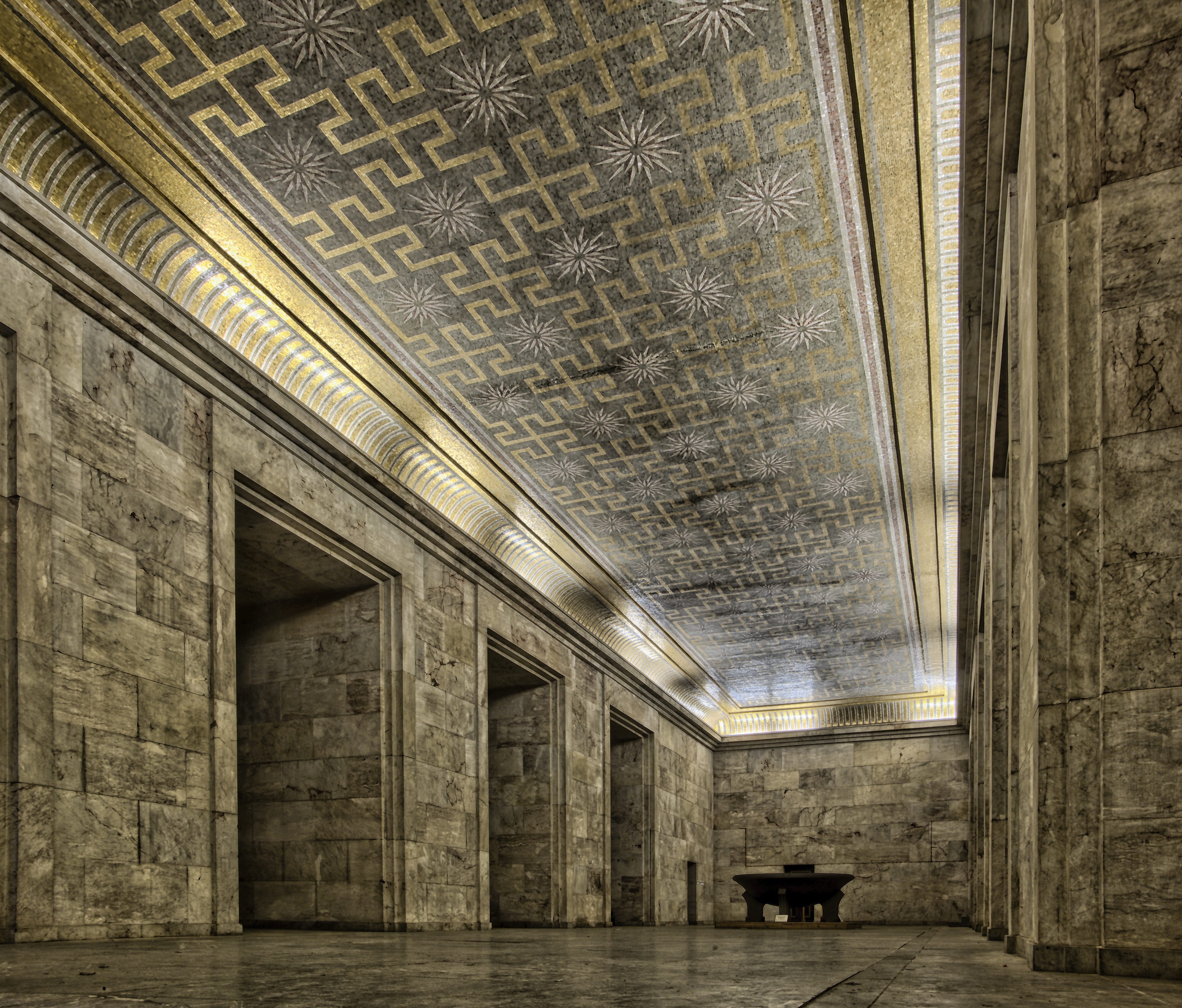
"Goldener Saal" onder de Zeppelintribüne

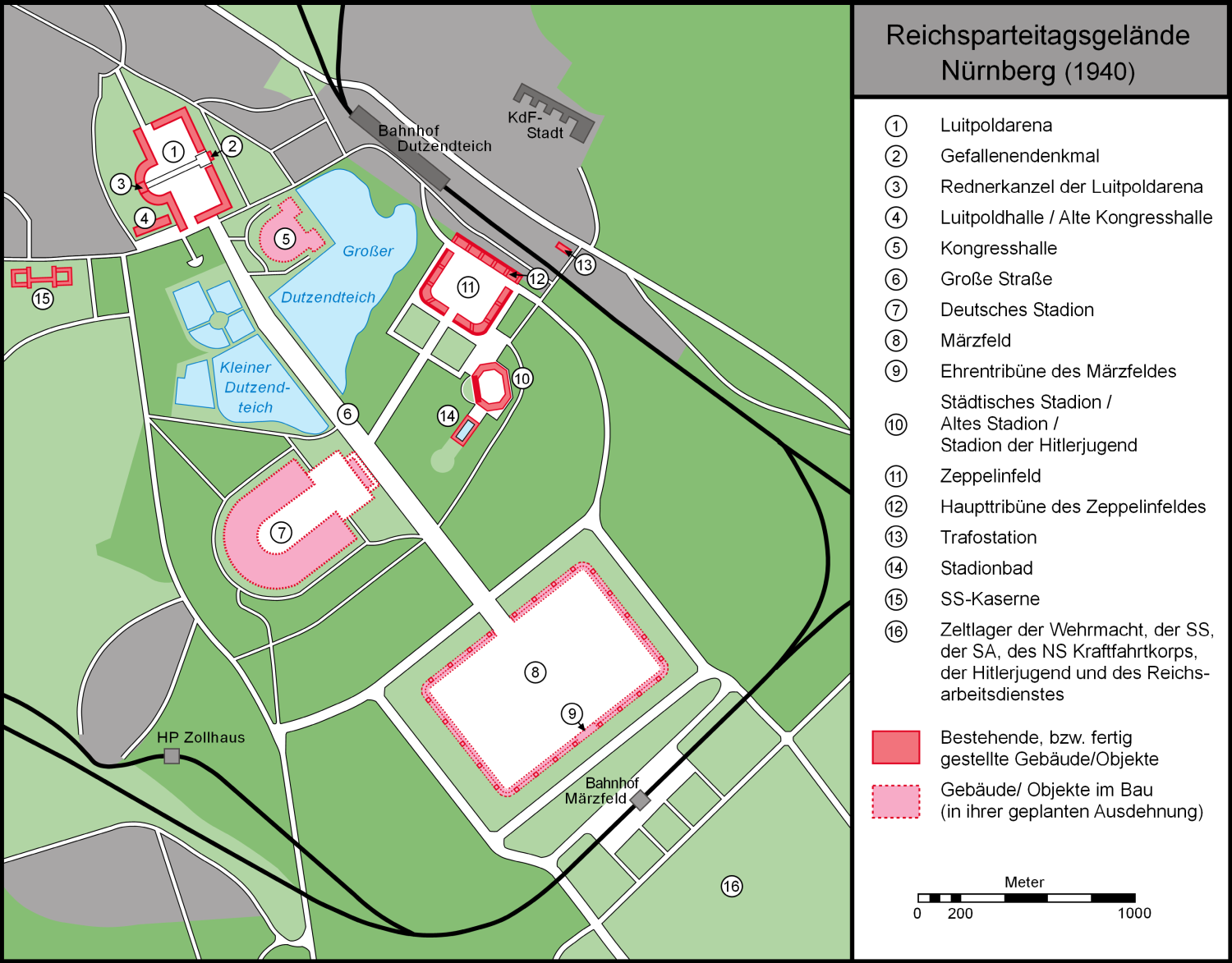
plattegrond van de Reichsparteitagsgelände zoals gepland door de NSDAP met nog bestaande gebouwen en de nooit afgebouwde

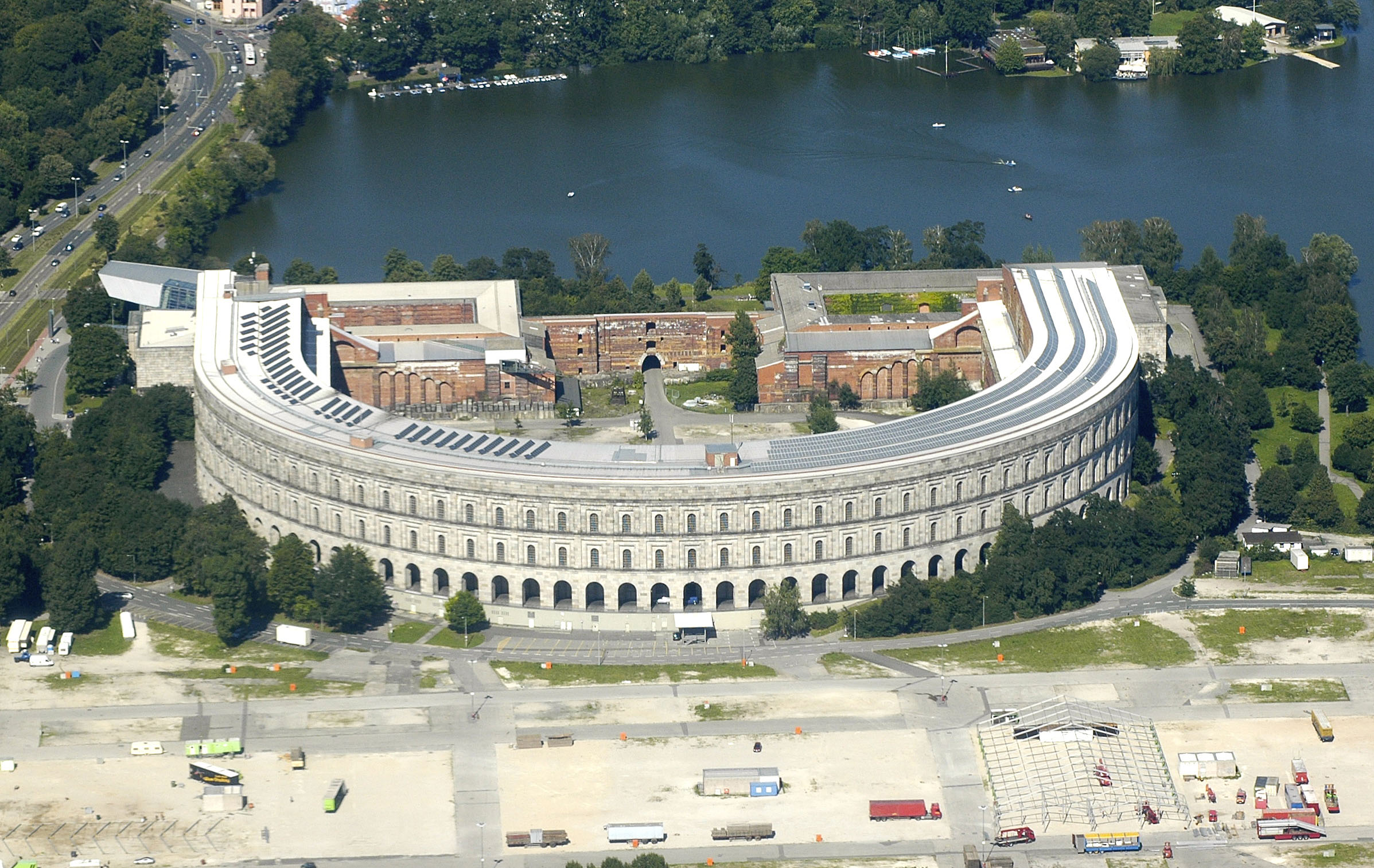
Kongresshalle in 2009 met links het documentatiecentrum

De Reichsparteitagsgelände was een in het zuidoosten van Neurenberg gelegen manifestatieterrein waar de NSDAP haar 'partijdagen' hield. Dit waren meerdaagse propagandistische manifestaties waar de nazi's zich etaleerden met grote optochten van partijleden, toespraken van Adolf Hitler en andere nazibonzen, en sportmanifestaties. Het terrein had een oppervlakte van 16 vierkante kilometer, maar is inmiddels gedeeltelijk volgebouwd. De nazi´s hadden groteske bouwprojecten voor het terrein, die slechts gedeeltelijk verwezenlijkt zijn, en deels ook weer verloren gingen.

## Geschiedenis

### Van 1927 tot 1945
Vóór 1933, het jaar waarin de nazi's aan de macht kwamen in Duitsland, was het gebied een ontspanningsterrein voor de bewoners van Neurenberg, waar gelegenheid was om te sporten, wandelen en picknicken. Ook was er de dierentuin van Neurenberg gevestigd, een stadion en stond er een vuurtoren. Wegens de goede verbindingen met het nationale wegennet en het spoorwegnet werden er vaak regionale en landelijke evenementen gehouden. Ook de nazi's gebruikten wegens deze redenen, en ook historische, het terrein voor hun partijdagen in 1927 en 1929. Hierna stond het stadsbestuur de dagen niet meer toe omdat er te veel ongeregeldheden plaatsvonden, tot groot ongenoegen van de middenstand die er goed aan verdiende. Toen de NSDAP aan de macht kwam kon het bestuur de dagen niet meer verbieden.
Na de 'Machtergreifung' werd het terrein groots onderhanden genomen door Hitlers architecten: Ludwig en Franz Ruff en Albert Speer. De nazi's wilden door middel van gigantische schaalvergroting van het terrein en de geplande enorme bouwwerken de grandeur van hun Derde Rijk onderstrepen en aan de wereld tonen. Er werd een centrale paradeweg (de 'Große Straße') aangelegd van 1,5 kilometer lengte en tussen 40 en 60 meter breed belegd met granieten tegels,  waarlangs de geplande gebouwen moesten komen te staan. De granieten platen hebben licht- en donkergrijze tinten om alzo de gezamenlijke marcheerrichting aan te geven; de 1,20 m metende vierkante platen hebben een lengte van twee Pruisische ganzenpassen om alzo een groep soldaten beter in het gelid te laten stappen.
De ontworpen en deels gerealiseerde gebouwen en infrastructuur betroffen:
- Luitpoldarena: een 84.000 m² grote paradevlakte voor de SS en SA voor meer dan 100.000 mensen met een omringende tribune en spreekstoel voor partijbazen. De arena werd omgevormd tot een park en de tribune brak men af. Het oorlogsmonument, de zogenoemde Ehrenhalle, bleef intact.
- Luitpoldhalle: gebouw voor toespraken van de NSDAP. Het werd in 1945 zwaar beschadigd door geallieerde bombardementen en is nu een parkeerterrein.
- SS-Kaserne: tussen 1937 en 1939 gebouwd naar een ontwerp van architect Franz Ruff. Dit gebouw huisvest momenteel (2016) het Federaal Departement voor de erkenning van buitenlandse vluchtelingen.
- Kongresshalle: congrescentrum van de NSDAP met plaats voor 50.000 mensen in 1935 ontworpen en gebouwd door architect Ludwig Ruff. Het werd nooit helemaal voltooid en hierin is tegenwoordig een museum en bezoekerscentrum ingericht over de geschiedenis van het terrein.
- Haus der Kultur: werd nooit gebouwd.
- Deutsches Stadion: Hitler wilde het grootste sportstadion ooit in zijn land hebben en gaf Speer opdracht daarvoor te zorgen. Deze plande een hoefijzervormig stadion dat meer dan 400.000 toeschouwers kon bevatten met een hoogte van 82 meter. De grondwerken werden nooit voltooid en de bouwkuil liep na de oorlog vol water en is nu een meer.
- Märzfeld: een paradeveld voor de Wehrmacht van 955 bij 611 meter met omringende tribune voor 250.000 toeschouwers. Nog gedeeltelijk behouden.
- Städtisches Stadion/Stadion der Hitlerjugend: is tegenwoordig het stadion van voetbalclub FC Nürnberg.
- Zeppelinfeld en Zeppelintribune: ook een paradeveld voor Wehrmacht en NSDAP-afdelingen. Het veld van 290 bij 312 meter bood plaats aan 320.000 mensen waaronder 70.000 toeschouwers op de omringende tribunes. Is nog te bezichtigen. De naam Zeppelinfeld is terug te voeren op Graf Zeppelin, die een keer een landing uitvoerde op het terrein met een van zijn eerste zeppelins.

Verder waren er nog faciliteiten zoals het spoorwegstation Märzfeld en grasvelden voor tentenkampen voor de deelnemers aan de partijdagen.
Van 1933 tot en met 1938 werden op het terrein ieder jaar in september gedurende ongeveer een week partijdagen gehouden. Deze werden gekenmerkt  door parades, fakkeloptochten, sportevenementen en toespraken door Hitler. Een goed beeld van hoe het eraan toe ging geeft de, met steun van het regime gemaakte, propagandafilm van Leni Riefenstahl Triumph des Willens (1935) over de partijdag van 5 september 1934. De partijdagen van 1938 waren de laatste die de nazi's hielden. De volgende geplande partijdagen, van september 1939, werden afgelast wegens het uitbreken van de Tweede Wereldoorlog toen Hitler op 1 september 1939 Polen binnenviel.

### Tweede Wereldoorlog
Tijdens de Tweede Wereldoorlog werden de bouwprojecen stilgelegd omdat de oorlog prioriteit had, bovendien werd een deel van de gebouwen door bombardementen beschadigd. Op het terrein werden een aantal concentratiekampen ingericht. Hierin werden onder andere krijgsgevangenen, politieke gevangenen en joden ondergebracht. De categorieën werden gescheiden ondergebracht en de behandeling varieerde naar de categorie waartoe men behoorde. De krijgsgevangen officieren (met uitzondering van Sovjet-officieren) waren het best af: ze werden over het algemeen goed behandeld en hoefden niet te werken. De gewone soldaten moesten dit wel maar werden redelijk gevoed. Sovjet-krijgsgevangenen zaten in het zogenaamde ´Russenkamp´ en waren chronisch ondervoed, bovendien werden er regelmatig personen door de SS uitgepikt en vermoord (voornamelijk politiek comissarissen, joden en intellectuelen). De joden ten slotte werden gedeporteerd naar de ghetto´s in het oosten. 
Toen de Amerikanen het terrein in 1945 ten slotte innamen, betraden ze een veld bezaaid met bouwprojecten in verschillende staat van voltooiing en/of beschadiging, met hier en daar een concentratiekamp.

### Na 1945

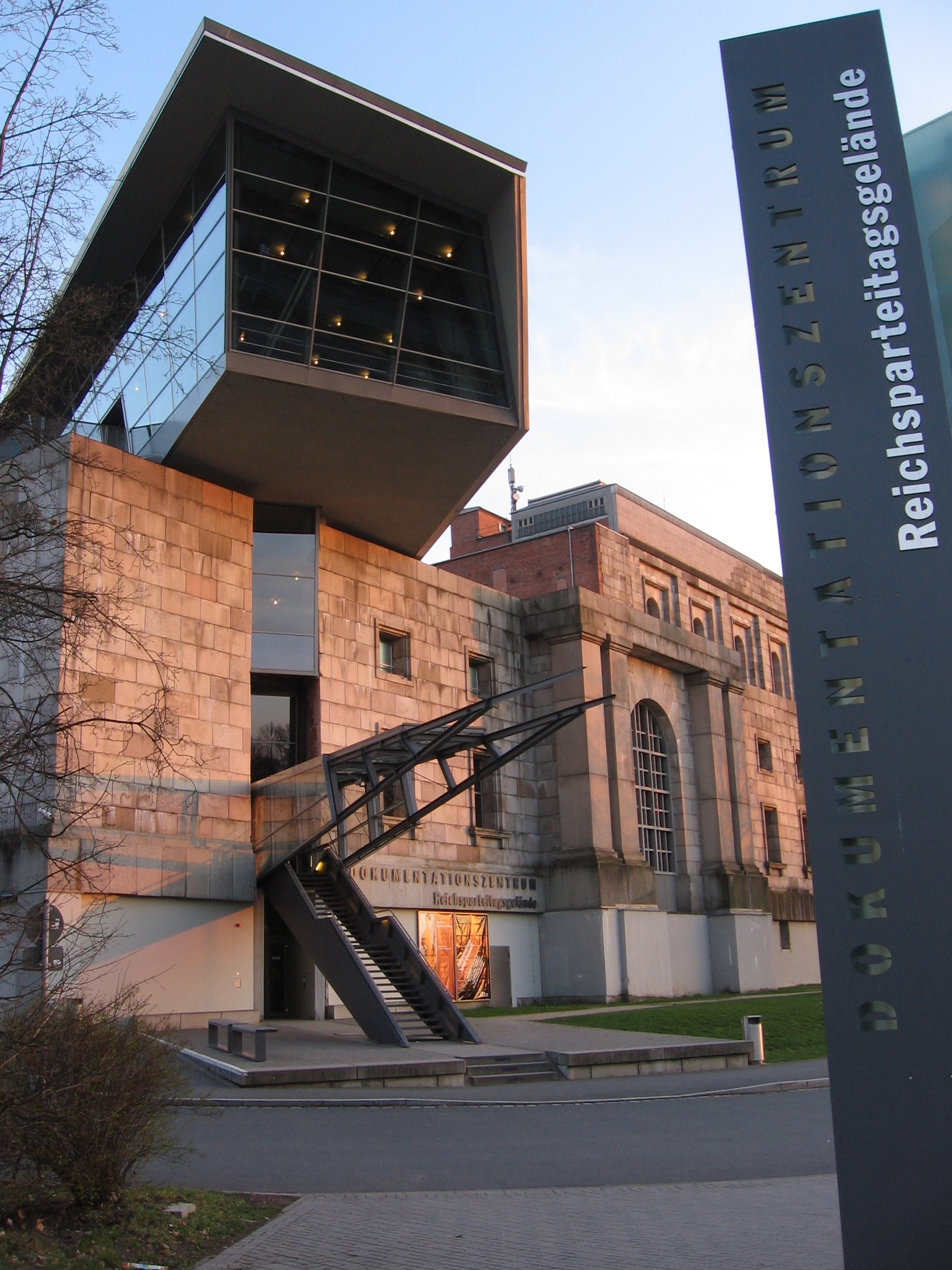
Documentatiecentrum Reichsparteitagsgelände, 2007

Na de oorlog werden de restanten van het terrein eerst als vliegveld voor de Amerikaanse luchtmacht gebruikt: de centrale paradeweg 'Große Straße' was, na reparatie van de oorlogsschade, een start- en landingsbaan.
De tribune van het Zeppelinveld van het Reichsparteigelände in Nürnberg brokkelde af vanaf de jaren 60 van de twintigste eeuw. Het stadsbestuur moest daartoe in 1967 een deel van de bouwvallige zuilengalerij afbreken. De tienduizenden toeristen die de gebouwen jaarlijks bezoeken doen dat nu op eigen risico. Er vonden op het terrein verder manifestaties van religieuze en politieke groepen plaats, onder andere van de Jehova´s Getuigen en de verdreven Sudetenduitsers.
Het grootschalige karakter van Ruffs en Speers bouwwerken en de nu nog grote aanwezigheid ervan plaatsen de Duitsers voor een moeilijke gewetensoefening om hoe om te gaan met dit beladen erfgoed dat voortdurend herinnert aan de naziperiode. Het terrein had geen prominente plaats in toeristengidsen en het stadsbestuur gaf er de voorkeur aan dit beladen stuk verleden te verzwijgen.
Het Nürnbergse stadsbestuur werd gewonnen voor het idee om dit patrimonium ondanks de oplopende kosten in stand te houden en in te richten als plek van educatie en herinnering. Daartoe bouwde men in 2001 al een Dokumentationszentrum Reichsparteitagsgelände aan de noordelijk gelegen kop van het congrescentrum dat in 1935 gebouwd werd door architect Ludwig Ruff op het terrein. Aldaar ingerichte tentoonstellingen geven een beeld van de Ursachen, Zusammenhängen und Folgen der nationalsozialistischen Gewaltherrschaft. De symbolisch door het gebouw snijdende glassplinter weerspiegelt de breuk met het beladen verleden. In 2006 plaatste men over het hele terrein informatieborden met uitleg over de geschiedenis van deze plek.
Het terrein trekt veel bezoekers; volgens het bezoekerscentrum 275.000 in 2017.
In juli 2018 zegde de regering 42,5 miljoen euro toe om het complex in stand te houden en de museumfunctie uit te breiden. Het stadsbestuur en de deelstaat Beieren leggen de andere helft van de benodigde 85 miljoen euro bij. 

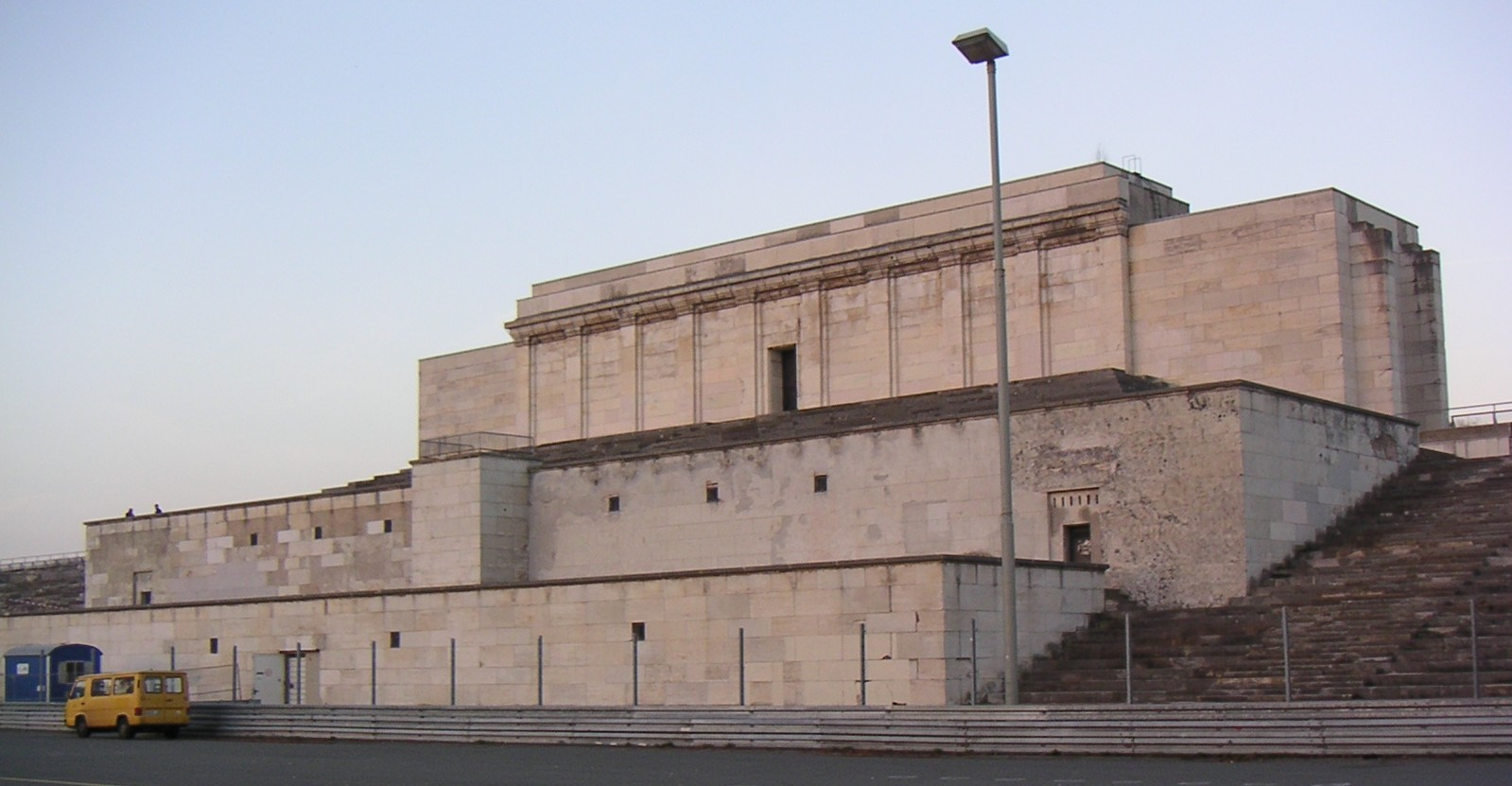
Toestand hoofdtribune van het Zeppelinveld in 2004
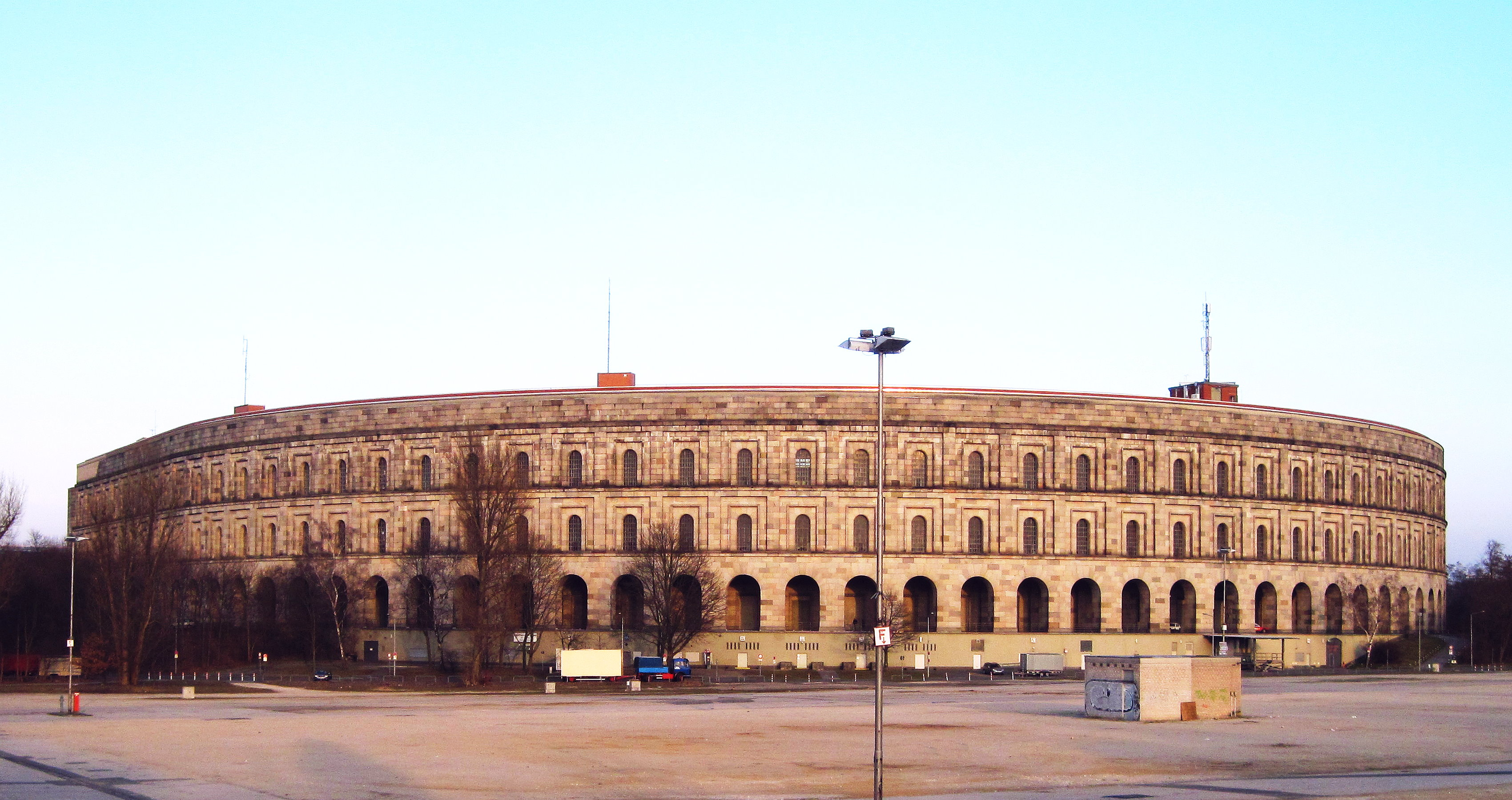
Ruine van de Kongresshalle